# Билькентский симфонический оркестр
Билькентский симфонический оркестр (БСОБ, тур. Bilkent Senfoni Orkestrası) — турецкий симфонический оркестр, базирующийся в Анкаре. 

## История
Был основан в 1993 году под патронатом Билькентского университета и ассоциирован с университетским факультетом музыки и исполнительского искусства, многие преподаватели которого играют в оркестре.

## Творческая деятельность
Оркестр гастролировал в Италии, Германии, Бельгии, Швейцарии, Португалии, Японии, участвует в основных музыкальных фестивалях Турции. Среди основных приоритетов в деятельности коллектива — пропаганда творческого наследия турецкого композитора Ахмеда Аднана Сайгуна.